# Tommaso Mancia
Tommaso Mancia (Polverigi, 22 giugno 1942 – Fabriano, 25 dicembre 2007) è stato un politico italiano.

## Biografia
Esponente del PSI durante gli anni ottanta, ricopre la carica di assessore ai lavori pubblici nella Provincia di Ancona di cui diventa Presidente dal 1985 al 1987. In tale anno viene eletto senatore nella X legislatura, restando in carica fino al 1992.
Al momento della morte era Presidente dell'Osservatorio sulla piccola e media impresa preso il Consiglio dei ministri e Presidente del Festival Inteatro di Polverigi. Viene stroncato da un infarto mentre si trovava nella stazione di Fabriano, il giorno di Natale del 2007 all'età di 65 anni.